# Marta Aleksejevna av Ryssland
Marta Aleksejevna av Ryssland, född 1652, död 1707, rysk storfurstinna och ortodoxt helgon, dotter till tsar Aleksej Michajlovitj och Maria Miloslavskaja och halvsyster till tsar Peter den store. 
Marta deltog streltserupproret 1698 till stöd för sin syster Sofia Aleksejevna och blev därför av tsar Peter inspärrad i Alexanderklostret i Kreml. Hon hade dock även i fortsättningen kontakt med sina systrar, och besökte 1706 Aleksej Petrovitj. 
Hon är kanoniserad som helgon av ortodoxa kyrkan.